# 샤이니
샤이니는 SM 엔터테인먼트 소속의 대한민국 남성 그룹이다.
2008년 5월 25일 당시 5인조로 데뷔했던 샤이니는 멤버 종현의 사망 이후 4인조로 활동 중이다. 샤이니라는 이름은 '빛'이라는 뜻의 명사 'Shiny'에 어미 'ee'를 조합하여 만든 것으로 '빛을 받는 사람'이라는 의미가 있다.

## 활동

### 2008: 데뷔, 누난 너무 예뻐 (Replay), The SHINee World

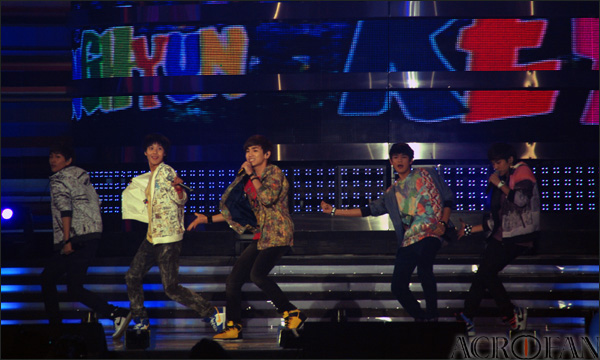
2008년 11월 9일 사랑나눔콘서트에서 콘서트 중인 샤이니.

샤이니는 SM 엔터테인먼트가 극비리에 준비한 컨템퍼러리 밴드라며 설명하면서 데뷔 전부터 화제가 되었었다. 이어 25일 SBS 인기가요에서 데뷔무대를 가졌다. 타이틀곡 '누난 너무 예뻐(Replay)'는 세련된 안무는 전 세계적으로 인기를 얻고 있는 안무가이자 푸시캣돌스의 멤버 리노 나카소네의 첫 작품이다. 샤이니에게 안무를 직접 전수해줬던 리노는 "그들은 굉장히 신선하며 스펀지와 같이 새로운 것을 빨리 습득하는 능력을 가졌다. 샤이니는 한국 음악시장을 위한 새로운 세대가 될 것이며 많은 사람들을 고무시킬 것"이라며 칭찬하기도 하였다. 또한 샤이니의 스타일 역시 디자이너 하상백이 담당하였다는 점에서 관심을 모았다. 같은 해 8월, 첫 정규 음반 "The SHINee World"가 발매되는데, 덴마크에서 인기를 얻었던 'Show the world'를 리메이크한 '산소 같은 너'가 타이틀곡이었다. The SHINee World는 여러 유명 작곡가들이 참여하여 리듬 앤 블루스(R&B)부터 컨템퍼러리 알앤비 등 다양한 장르의 음악이 수록되어 있다. 데뷔 초부터 누나 열풍을 일으키며 인기를 얻던 샤이니는 MKMF에 이어서 골든디스크까지 신인상을 수상하며 2연속 신인상을 차지했다. 연이어 서울가요대상에서도 신인상을 수상한다.

### 2009: "ROMEO"와 "Year Of Us"

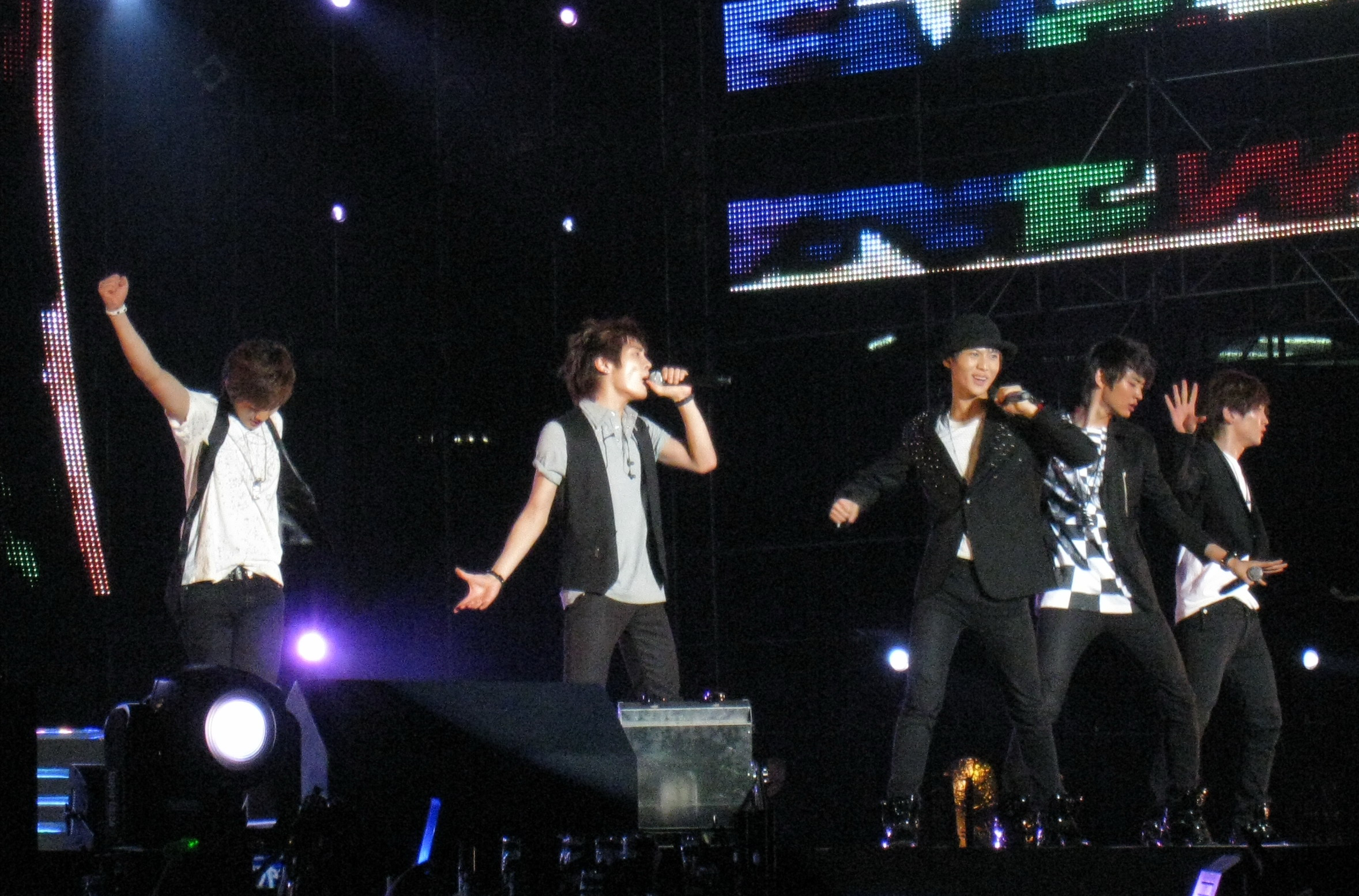
SM Town Live in Bangkok에서 콘서트 중인 샤이니.

이후 2009년, 두 번째 EP 음반 "ROMEO"를 발표하였으며, 타이틀곡은 메인보컬 종현의 첫 타이틀 작사곡 '줄리엣 (Juliette)'이었다. 샤이니는 이 곡으로 6월 5일 KBS 뮤직뱅크에서 컴백 무대를 가짐과 동시에 1위를 거머쥐었다. 이후 2009년 10월 15일 새로운 하이라이트 티저가 공개되었으며, 이어 19일 세 번째 EP 음반 "2009, Year Of Us"가 발매되었다. 타이틀곡 'Ring Ding Dong'으로 컴백 2주 만에 뮤직뱅크에서 1위에 올랐다. 곧이어 인기가요에서도 뮤티즌송을 수상하며 지상파 음악프로그램 1위를 석권했다.'Ring Ding Dong'의 뮤직비디오 또한 많은 사랑을 받았는데, 유튜브에서 화제의 동영상 1위는 물론 조회수는 100만건을 돌파했었다. 또한 음반 선주문만 6만장에 이르러 각종 음반 차트 순위 정상을 차지했고, 'Ring Ding Dong'의 음원 성적 역시 1위를 다투고 있었다.'Ring Ding Dong'은 대한민국 뿐만 아니라 아시아 각지에서 많은 인기를 얻으며 동남아시아 지역에선 이를 표절한 그룹 링딩동까지 등장해 화제가 되기도 했다. 타이틀곡 활동이 끝나자 후속곡 'JoJo'로 활동을 이어나갔다.

### 2010: "Lucifer"
이후 2010년, 샤이니는 7월 8일부터 순차적으로 민호, 태민, 온유, 종현, Key의 순서로 샤이니의 티저 사진을 공개했고, 16일에 티저 영상이 공개되었다. 7월 19일 정규 2집 "Lucifer"를 발매하여, 같은 달 23일 KBS 뮤직뱅크에서 타이틀 곡 'Lucifer'와 수록곡 'Up & Down'으로 컴백무대를 열었으며, 활동 기간 내 뮤직뱅크 1위, 인기가요 뮤티즌송을 수상하였다. '수갑춤', '버퍼링춤' 등의 루시퍼의 포인트 안무가 유행했고, 활동 마감 후 2010년 12월 27일에는 일본 국립 요요기 경기장에서 첫 일본 콘서트를 성황리에 마치면서 일본 데뷔 초읽기에 들어갔다.

### 2011: 일본 및 해외 활동 주력

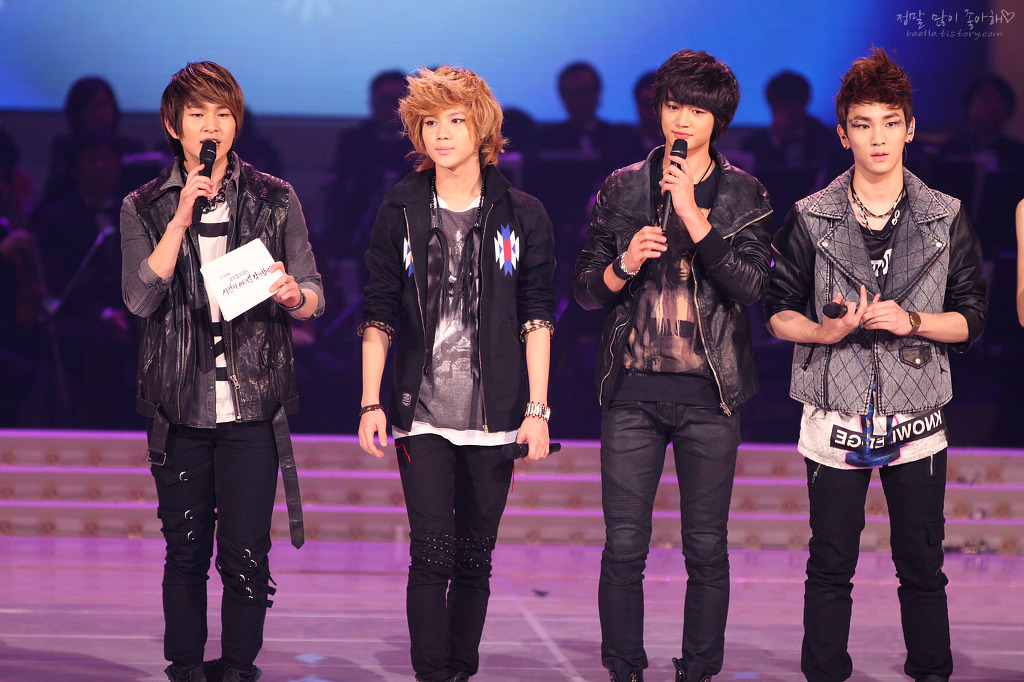
2011년 3월 3일 KBS 창립 특집 음악회에서의 샤이니. 종현은 발목 부상으로 참여하지 못했다.

일본 콘서트를 마치고 샤이니는 2011년 1월 1일, 1월 2일 양일간 한국 올림픽 경기장에서 첫 단독 콘서트를 가졌고,. 1월 25일, 1월 26일에는 일본 요요기 국립 경기장에서 열린 SM TOWN 라이브 '10 월드 투어에 참여했다. 일본 진출을 위해 EMI 뮤직 재팬과 계약을 맺고, 5월 16일, 'Replay (君は僕のEverything)'의 티저가, 5월 27일에 뮤직비디오가 유튜브 EMI 뮤직 재팬 공식 채널을 동해 공개되었다. 2011년 6월 19일, 영국 애비로드 스튜디오 (Abbey Road Studios)에서 미디어와 현지 음악 관계자들을 위한 일본 데뷔 쇼케이스를 한 후, 6월 22일 일본 데뷔 싱글 'Replay (君は僕のEverything)'를 발매하였다. 6월 22일 앨범 발매와 동시에 첫주 판매량만 91,000장이었으며, RIAJ에서 '골드'로 판매량을 인증받았다. 7월 22일부터는 일본 프리미엄 리셉션 투어를 시작했는데, 7월 22일에는 후쿠오카, 7월 23일 고베, 7월 27~8일 도쿄, 8월 8일 삿포로, 8월 11일 나고야에서 쇼케이스를 열었다. 8월 8일 일본 두 번째 싱글 'Juliette'의 뮤직비디오가 유튜브 EMI 뮤직 재팬 공식 채널을 동해 공개되었고, 8월 29일에 발매되었다. 이후 9월 15일 일본 세 번째 싱글 'Lucifer'의 뮤직비디오가 선공개되고, 10월 12일에 발매되었다. 샤이니는 10월 18일 'Lucifer'로 오리콘 위클리 싱글차트 2위에 오름으로써, 오리콘 싱글 랭킹 발표 개시 이후 44년 만에 처음으로 해외 아티스트가 데뷔작부터 3장을 연속으로 톱3에 진입시킨 첫 사례를 기록하였다.
10월 17일, EMI 뮤직 재팬은 11월 23일에 샤이니의 첫 일본 정규 앨범 "The First"가 발매될 것이라고 알렸지만, 12월 7일으로 발매일이 늦춰졌다. 11월 3일부터 3주간 영국 4개 도시에서 진행되는 제6회 런던한국영화제에 샤이니가 특별 초청돼 오프닝 갈라 콘서트 "SHINee in London"을 열었다. 이는 영국 런던의 리체스터 스퀘어 내의 오디온 웨스트 엔드 극장에서 한국 남성 아이돌 그룹 최초로 공연한 것이었으며, 특히 오디온 극장 측은 "티켓 예매로 예매 시스템이 다운된 것은 샤이니 공연이 처음이다"라고 놀라움을 표시했다. 12월 13일 발매된 "2011 Winter SMTOWN - The Warmest Gift" 앨범에 샤이니는 'Last Christmas'라는 곡으로 참여했다. 12월 24일, 일본 첫 앨범 '더 퍼스트'의 발매 기념 라이브 콘서트를 도쿄 국제 포럼 홀에서 개최했다. 12월 26일 EMI 뮤직 재팬은, 2012년 4월 25일 후쿠오카 공연을 시작으로 샤이니가 일본 7도시를 순회하는 아레나 투어 "SHINee WORLD 2012"를 열 것이라고 알렸다. 그리고 12월 28일 타워 레코드 재팬에서 열린 K-Pop Lovers! Awards 2011에서 올해의 아티스트 부문을 수상했다.

### 2012: 1년 6개월 만의 한국 컴백 - "Sherlock"

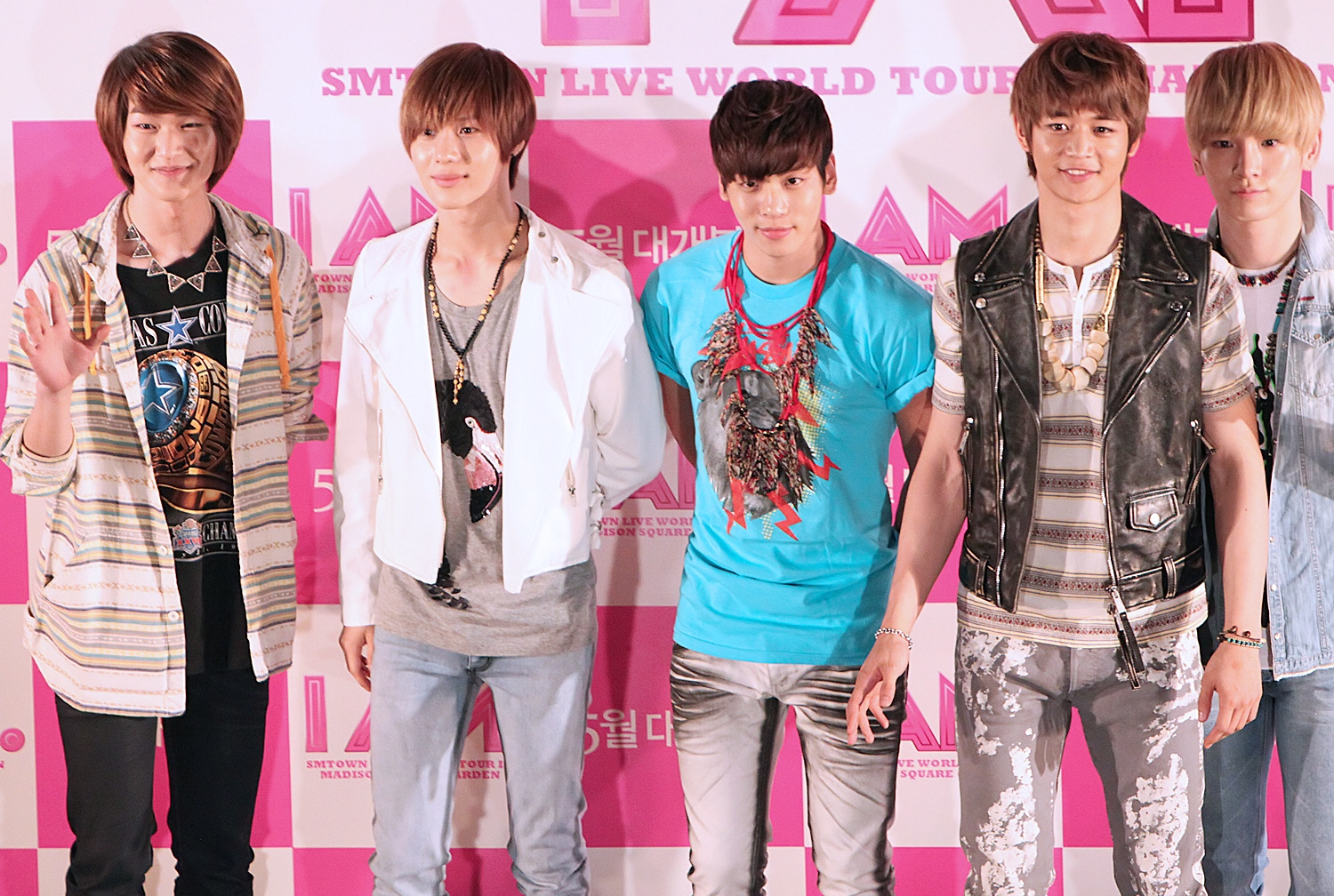
2012년 4월 30일 I AM showcase에서의 샤이니.

1월 31일, SM 엔터테인먼트에서 샤이니의 단독 콘서트 라이브 앨범이 2월 1일에 발매된다고 발표했다. 한편 샤이니는 1년 6개월의 기나긴 공백기를 거치고, 4번째 미니앨범 "Sherlock"을 3월 21일 발매했다. 3월 8일부터 순차적으로 민호, 태민, 키, 온유, 종현의 티저 사진이 공개되었으며, 3월 19일 뮤직 비디오 티저 영상과 앨범 전수록곡 음원이 공개되었다. 그 후 10월 10일, 일본 다섯 번째 싱글 'Dazzling Girl'을 발매하여 오리콘 데일리 차트에서 이틀 연속 2위를 하였고, 11만 6444장의 음반 판매고를 올렸다.

### 2013: 'Dream Girl', 'Why so serious?', 'Everybody'

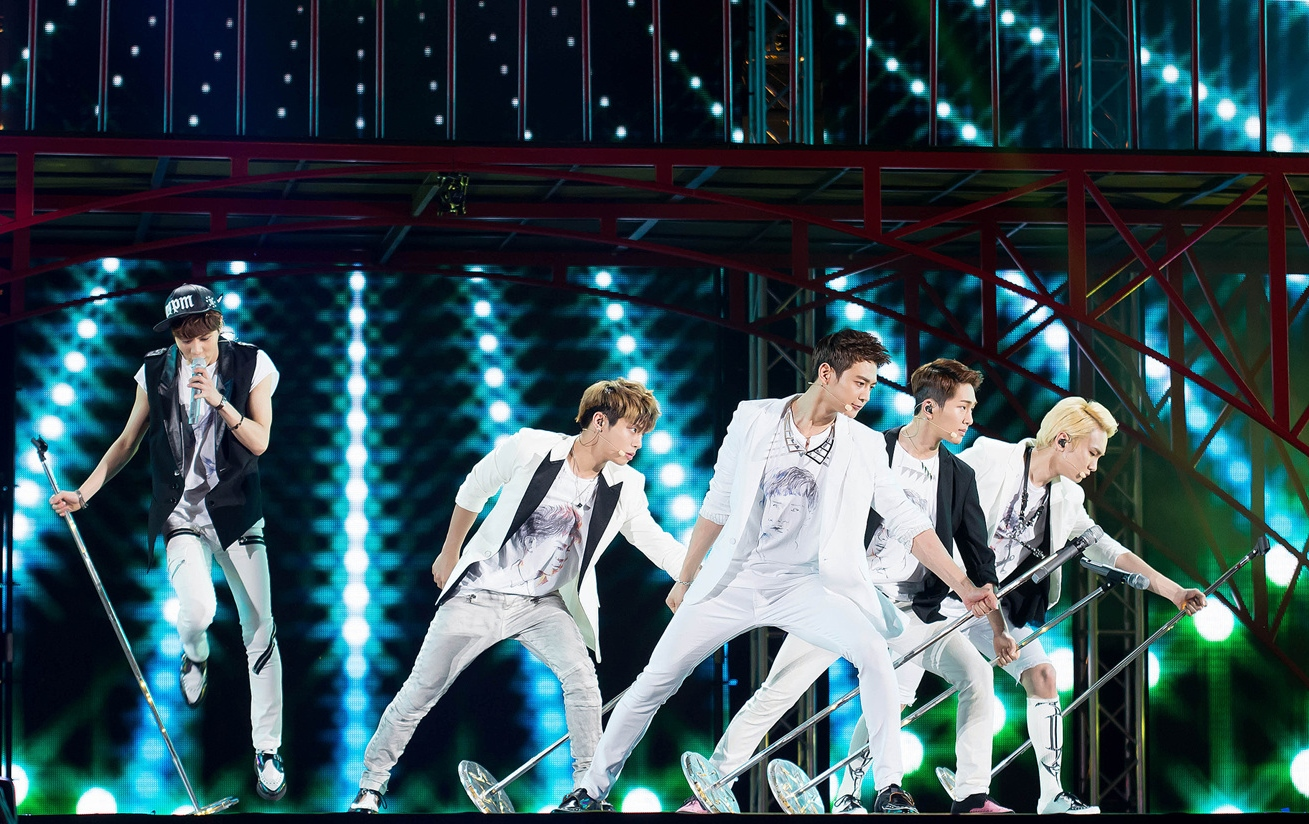
2013년 3월 16일 타이 방콕에서 콘서트 중인 샤이니.

2월 7일, SM 엔터테인먼트는 멤버 Key, 태민, 종현, 민호, 온유 순으로 사진을 차례대로 공개하며 컴백 신호탄을 알렸다. 뒤이어 2월 14일, 샤이니는 음악 포털 사이트 멜론에서 주최하는 '멜론 프리미어 샤이니 뮤직 스포일러'를 통해 이례적으로 앨범 수록곡을 최초로 선보이는 스페셜 프리뷰 행사를 가졌으며 2월 19일에는 정규 3집 Chapter 1 "Dream Girl – The Misconceptions of You"의 음원 전곡을 공개하였다. 4월 29일에는 정규 3집 Chapter 2 "Why So Serious? – The Misconceptions of Me"를 발매하고 활동하였다. 8월 8일 메인보컬 종현의 작사곡 '너와 나의 거리', '버리고 가' 두 곡을 새로 포함한 샤이니 정규 3집 합본 "The Misconceptions of Us"를 발표했다. 이후 10월 4일 오후 SMTOWN 공식 홈페이지를 비롯한 SMTOWN 유튜브, 페이스북 샤이니 등 사이트를 통하여 다섯 번째 미니앨범 "Everybody"의 발매 계획을 밝혔으며, 해당 음반은 10월 14일 발매되었다. 수록곡 중 '상사병 (Symptoms)'은 세계적인 팝스타들과 함께 작업한 프로듀싱팀 더 언더독스(The Underdogs)가 작곡을 맡았으며 메인보컬 종현이 작사를 담당했다.

### 2015: "Odd", "Married To The Music"

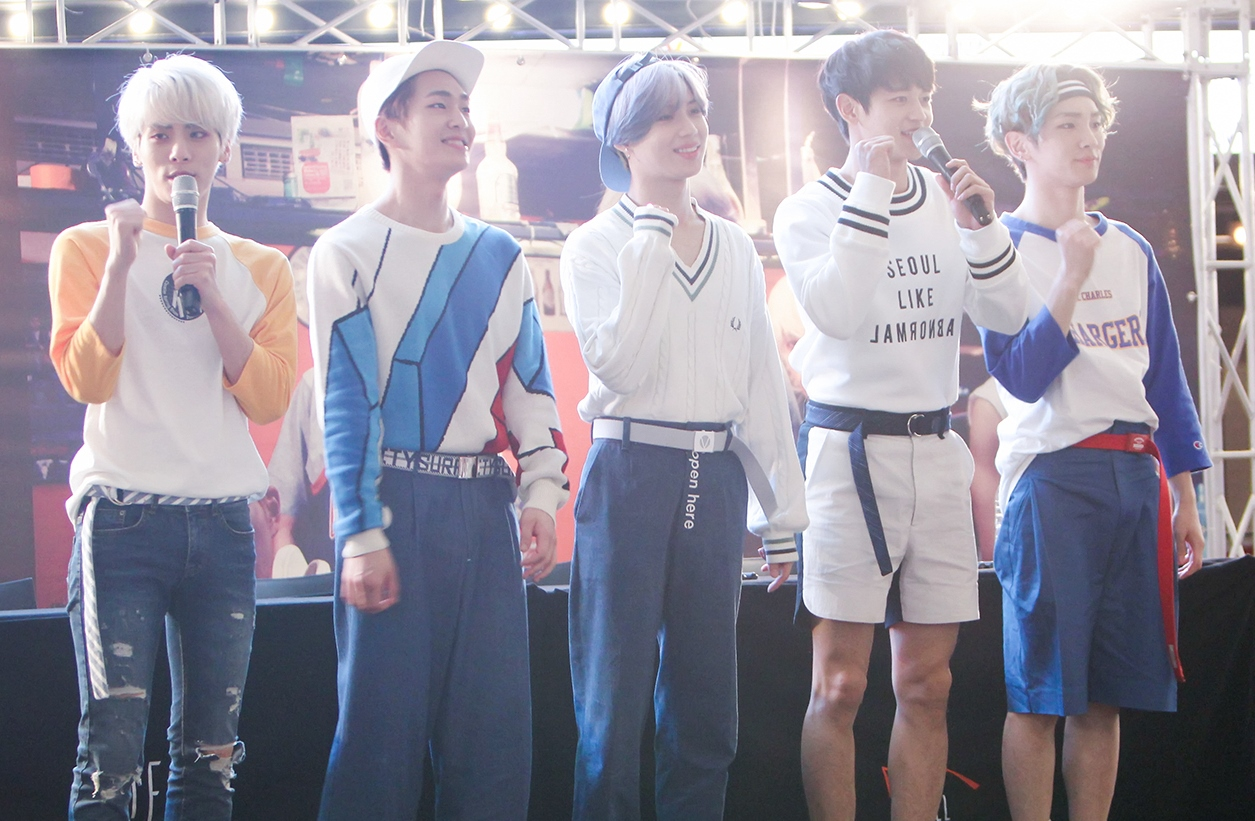
2015년 5월 29일 여의도 IFC몰 팬사인회에서의 샤이니.

샤이니는 5월 18일, 1년 7개월여의 공백을 깨고 대한민국 활동으로 컴백하였다. 정규 4집 음반 "Odd"는 이전 샤이니의 행보에 비추어 보면 이례적으로 자정에 음원이 공개되었다. 동시에 샤이니는 멤버 종현이 진행하는 MBC 라디오 푸른밤 종현입니다에 스페셜 게스트로 초대되었다. 음원 전곡이 각종 음원차트를 휩쓸었고, 음악 방송에서도 1위를 휩쓸게 되었다. 특히 타이틀곡인 'View'는 이전까지 한국에서는 생소했던 딥 하우스 장르로, 영국의 작곡팀 LDN Noise가 작곡하였으며, 멤버 종현이 내부 작사 콘테스트에서 40:1의 경쟁률을 뚫고 선정된 가사를 썼다. 종현은 이 외에도 앨범의 첫 곡이자 앨범을 대표하는 곡인 'Odd Eye'를 작사·작곡함으로써, 아티스트로서의 모습을 유감 없이 보여주었다. 총 11곡이 수록되었으며, 음악 방송에서는 'View', 'Odd Eye', 'Love Sick', '재연 (An Encore)' 등의 무대가 공개되었다. 또한 타이틀곡 'View'의 뮤직비디오는 2015년 5월 전세계에서 가장 많이 본 동영상 1위에 올랐다. 이후 8월 3일 리패키지 앨범 "Married To The Music"를 발매하며 후속곡 활동을 시작하였다. 타이틀 곡 'Married To The Music'을 비롯하여 총 4곡이 더 수록되었으며, 특히 'Married To The Music'의 뮤직비디오는 B급 호러 컨셉으로 주목을 받았다.

### 2016: "1 of 1"

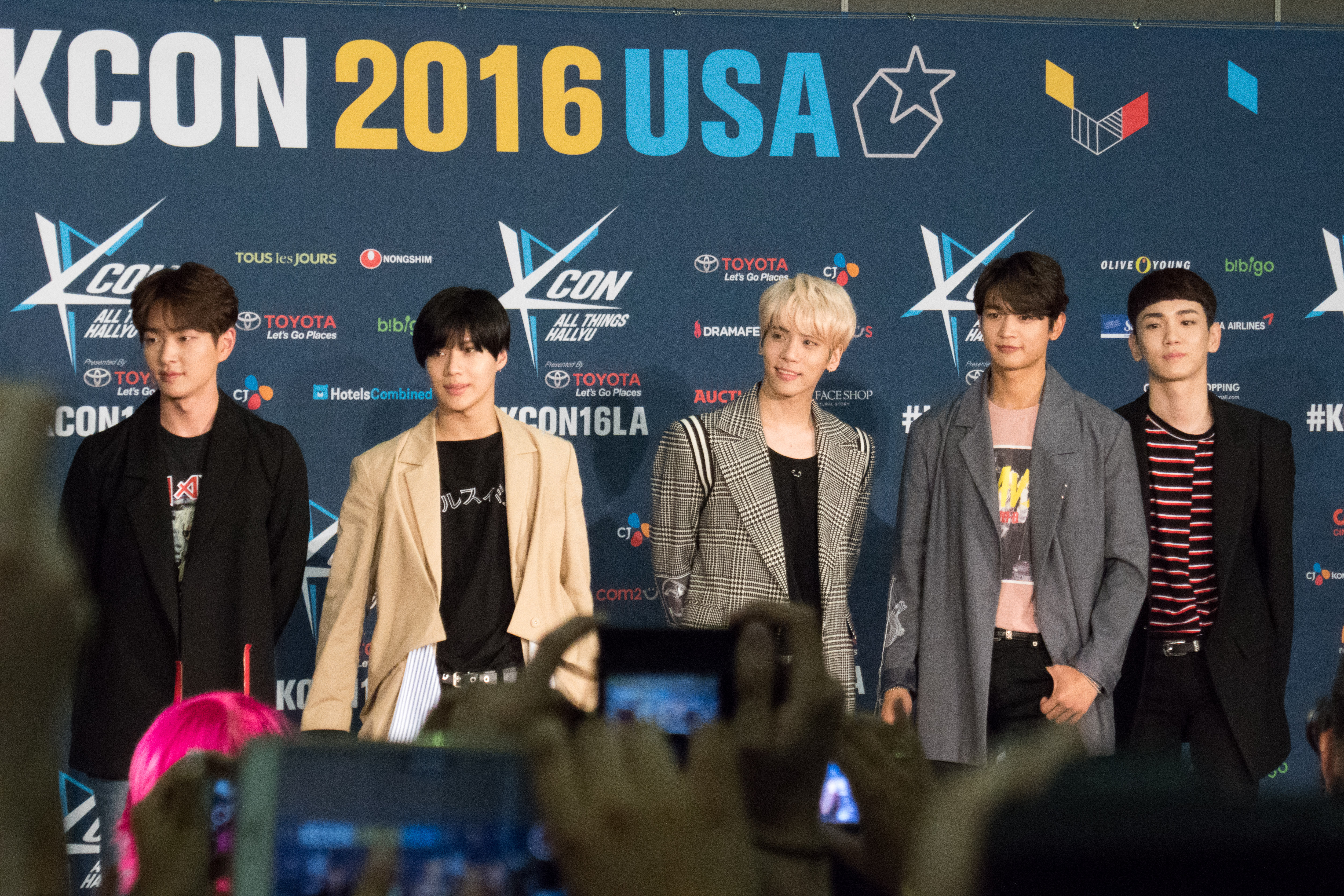
2016년 7월 30일 KCON 2016 LA에서의 샤이니.

샤이니는 2016년 10월 5일 정규 5집 "1 of 1"으로 컴백하였다. 이는 2015년 8월 3일 리패키지 음반 "Married To The Music" 이후로 약 1년 2개월 만에 복귀하는 것이다. 음원 전곡이 공개되자마자 음원 차트 순위에 올랐다. 작곡과 작사를 포함한 솔로 활동을 주력해온 종현은 이 앨범 속 'Prism'이라는 노래의 작곡에 참여함으로써 음악성을 인정받았다. 이후 2016년 11월 15일 타이틀 곡 'Tell Me What To Do'를 포함한 5곡의 신곡이 추가로 수록된 리패키지 음반 "1 and 1"을 발매하며 활동을 이어나갔다.

### 2017–2020: "FIVE", 종현 사망, "The Story of Light", 온유, Key, 민호 군입대 및 제대
샤이니는 2017년 1월 28일부터 9월 24일까지 29회에 걸쳐 일본 콘서트 투어 "SHINee WORLD 2017 ~FIVE~"를 개최하였다. 콘서트의 콘셉트와 연계하여, 2017년 2월 22일 일본 정규 5집 음반 "FIVE"가 발매되었다.
2017년 12월 18일 종현이 사망하였으며, 12월 21일에 서울아산병원에서 발인하였다.

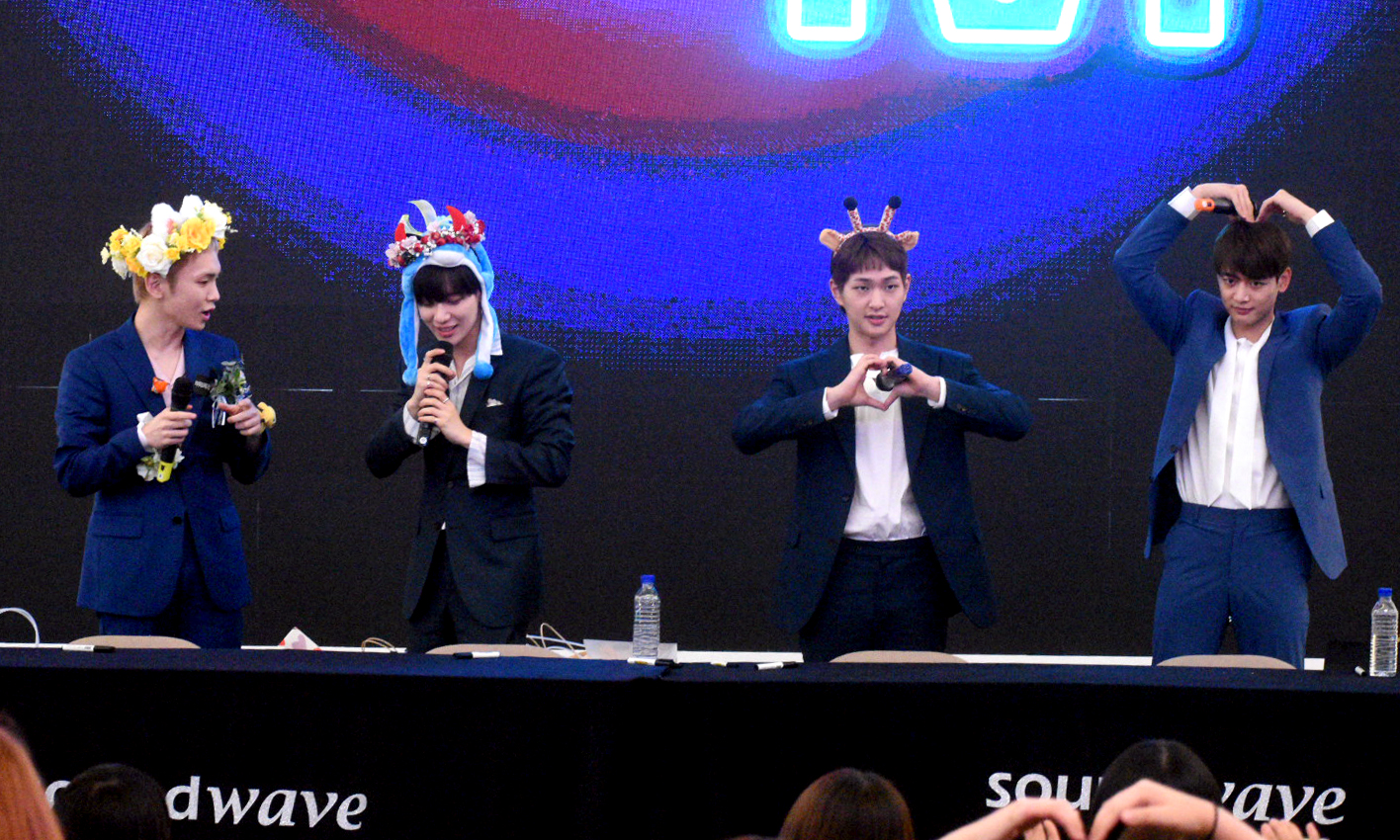
2018년 6월 29일, 스타필드 고양 팬사인회에서의 샤이니.

2018년 5월 28일 데뷔 10주년 앨범인 정규 6집 "The Story of Light EP.1"을 발매하였으며, 타이틀 곡 '데리러 가 (Good Evening)'으로 첫 4인 체제로 컴백하였다. 6월 11일 "The Story of Light EP.2"가 공개되었으며, 타이틀 곡은 'I Want You'이다. 6월 25일 "The Story of Light EP.3"를 발매하였으며, 7월 8일 "SBS 인기가요"를 통하여 음악 방송 활동을 마무리하였다. 9월 10일 세 미니 앨범의 합본이자 리패키지 앨범인 "The Story of Light: Epilogue"를 발매하였다. 그 후 온유, Key, 민호가 차례대로 군입대하고 제대하였다.

### 2021-2022: "Don't Call Me", 단독 콘서트, "Atlantis", 팬이벤트, 태민 군입대 및 개인 활동
2021년 3월 1일 정규 7집 "Don’t Call Me"를 발매하며 2년 7개월만에 완전체 컴백했다. 3월 28일 "SBS 인기가요"를 통하여 음악 방송 활동을 마무리하였다.
2021년 3월 29일 리믹스 버전 "Don't Call Me"를 발매했다.
2021년 4월 4일 단독 콘서트 "Beyond LIVE - SHINee : SHINee WORLD"를 온라인으로 개최했다.
2021년 4월 12일 리패키지 앨범 "Atlantis"를 발매했다.
2021년 5월 25일 데뷔 13주년 기념으로 팬이벤트를 진행하였다.
2021년 5월 31일 멤버 태민이 군입대 하였다.
2021년, 2022년은 멤버들의 솔로 활동과 개인 활동으로 시간을 보냈다.

### 2023: 태민 제대, 데뷔 15주년 팬미팅&콘서트, "HARD"
2023년 4월 4일 멤버 태민이 제대하였다.
2023년 5월 27일, 5월 28일 데뷔 15주년 완전체 팬미팅을 개최하였다.
2023년 6월 9일 멤버 온유는 건강상의 이유로 휴식에 들어 가 3인체제로 콘서트와 앨범 활동을 진행한다고 밝혔다.
2023년 6월 23일 ~ 6월 25일 단독 콘서트를 개최하였다.
2023년 6월 26일 데뷔 15주년 기념 정규 8집 앨범 "HARD"를 발매했다.
2023년 9월 30일, 10월 1일 일본 콘서트를 개최하였다. 내년 2월 24∼25일에는 6년 만에 도쿄돔 콘서트로 투어 피날레를 장식한다.
2023년 11월 3일 데뷔 15주년 기념 영화 "My SHINee World" 개봉된다.

### 2024:
2024년 3월 말, 온유와 태민의 SM엔터테인먼트와의 계약이 종료되었다. 그룹 활동은 SM엔터테인먼트에서 함께한다.
2024년 4월 1일 태민은 빅플래닛메이드엔터와 계약하였으며, 4월 3일 온유는 신생 기획사인 그리핀 엔터테인먼트와 계약하였다.
2024년 4월 5일 오는 21일 싱가포르 활동을 통해 온유의 활동 복귀를 밝혔다.
2024년 4월 9일 키, 민호는 재계약을 체결하였다.
2024년 5월 콘서트를 개최한다.

## 구성원
| 이름 | 소개 |
| ---- | --- |
| 온유 | - 본명 : 이진기 (李珍基) - 생년월일 : 1989년 12월 14일(35세) - 출생지 : 대한민국 경기도 - 활동기간 : 2008년 5월 25일 ~ 현재                             |
| Key  | - 본명 : 김기범 (金起範) - 생년월일 : 1991년 9월 23일(33세) - 출생지 : 대한민국 대구광역시 - 활동기간 : 2008년 5월 25일 ~ 현재                          |
| 민호 | - 본명 : 최민호 (崔珉豪) - 생년월일 : 1991년 12월 9일(33세) - 출생지 : 대한민국 인천광역시 - 활동기간 : 2008년 5월 25일 ~ 현재                          |
| 태민 | - 본명 : 이태민 (李泰民) - 생년월일 : 1993년 7월 18일(31세) - 출생지 : 대한민국 서울특별시 - 기타 소속그룹 : SuperM - 활동기간 : 2008년 5월 25일 ~ 현재 |

### 이전 구성원
| 이름 | 소개 |
| ---- | --- |
| 종현 | - 본명 : 김종현 (金鐘鉉) - 생년월일 : 1990년 4월 8일 - 출생지 : 대한민국 서울특별시 - 사망일 : 2017년 12월 18일(27세) - 사망지 : 대한민국 서울특별시 - 활동기간 : 2008년 5월 25일 ~ 2017년 12월 18일 |